# President de Bangladesh
El President de Bangladesh és el cap d'Estat d'aquest país des de 1991, un càrrec principalment cerimonial triat pel Parlament. Des de 1996, el paper del President es va tornar més important a causa de canvis en la constitució del país. L'oficina i residència del President es troben al Palau de Bangabhaban, a Daca, la capital de Bangladesh. Abdul Hamid és l'actual President. Va jurar el càrrec el 20 de març de 2013.